# Wolf-Dietrich Drevs

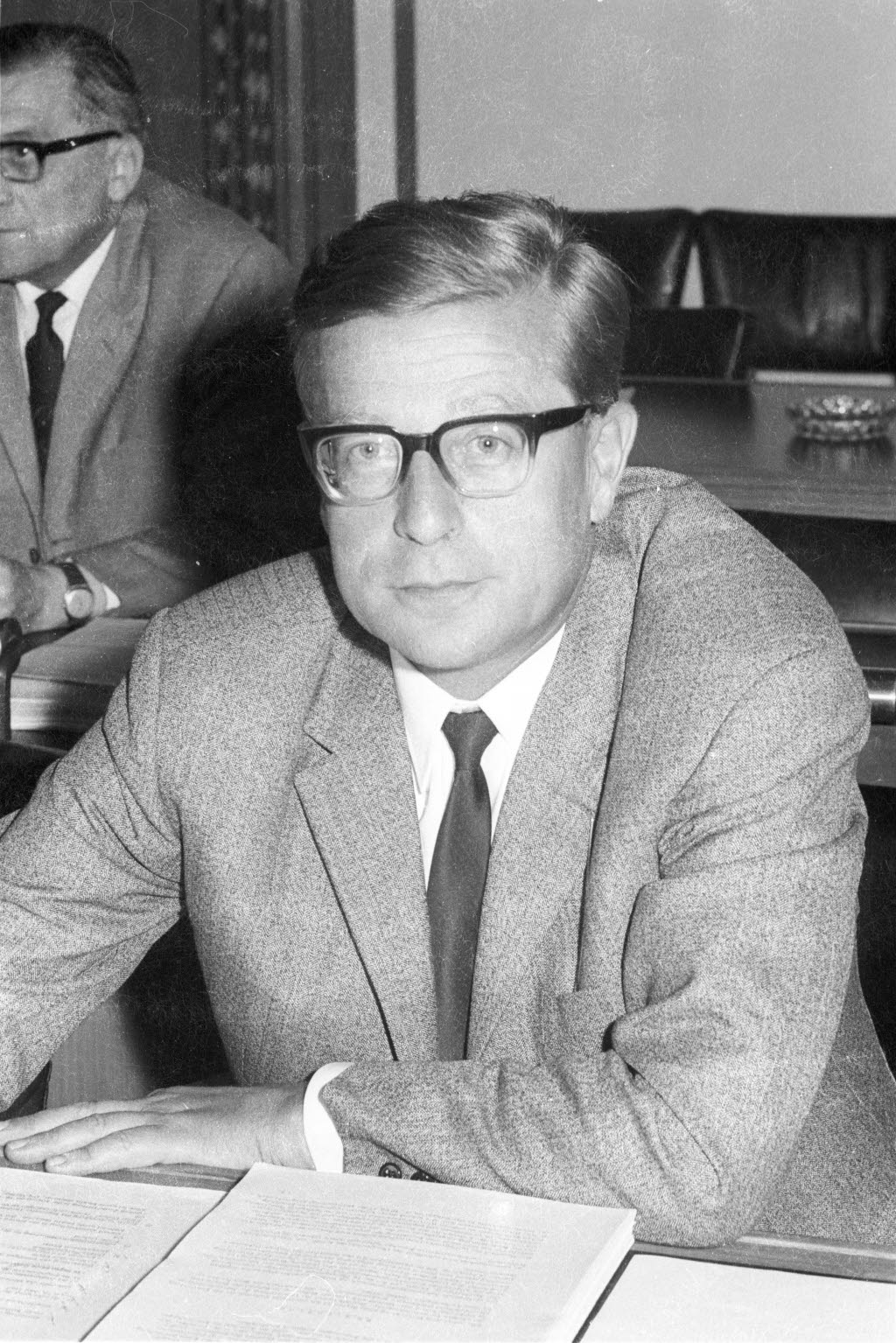
Wolf-Dietrich Drevs in der Kieler Ratsversammlung (1967)

Wolf-Dietrich Drevs (* 2. Januar 1916 in Schönbeck, Mecklenburg-Strelitz; † 14. August 2008) war ein deutscher Politiker (CDU).
Drevs besuchte das Realgymnasium in Berlin-Dahlem, machte die Landwirtschaftliche Lehre und war danach im Arbeitsdienst und bei der Wehrmacht tätig, bei der er schwer verwundet wurde. Nach einer Fortbildung in Abendkursen war er Lohnbuchhalter bei den Ziegelwerken Buntekuh und Rothebek, kaufmännischer Angestellter bei der Schleswig-Holsteinischen Landgesellschaftund bei der Wohnungsbaukreditanstalt des Landes Schleswig-Holstein, Vorsitzender des Personalrates und Abteilungsleiter.
Drevs trat 1959 in die CDU ein. Dort war er Vorsitzender des Landesfachausschusses für Sozialpolitik und Landesvorstandsmitglied der Christlich-Demokratischen Arbeitnehmerschaft sowie Mitglied des Kreisvorstandes der CDU. Er war Ratsherr der Stadt Kiel, Mitglied der Ausschüsse für Krankenhaus, Soziales, Wohnungswesen und Personalausschuss und Mitglied des Verwaltungsausschusses beim Arbeitsamt Kiel sowie Ehrenamtlicher Verwaltungsrichter für Personalvertretungssachen beim Verwaltungsgericht Schleswig. Von 1971 bis 1975 war er Mitglied des Landtags von Schleswig-Holstein.